# オオバギボウシ
オオバギボウシ（大葉擬宝珠、学名: Hosta sieboldiana）はリュウゼツラン亜科ギボウシ属の多年草。別名は多く、トウギボウシ、ハヤザキオオバギボウシ、ウノハナギボウシ、ウツリギボウシ、アツバギボウシ。早春の若葉は山菜のウルイとして親しまれ、ヤマカンピョウ、ウリッパともよばれている。

## 分布と生育環境等
東アジアの原産で、日本には北海道、本州中部以北に分布している。平地から山地に分布し、湿地、草原、岩場、沢、林縁などの日陰や湿り気のある日なたから半日陰のところに群生して見られる。その他、庭に植えられることもある。湿り気のあるところを好み、条件が良いと大きく生育する。

## 特徴
多年生草本。高さは50 - 100センチメートル (cm) くらいになる。葉はひと束になって生える根生葉で、形は卵状長楕円形で先が尖り、葉の長さは30 - 40 cm、幅は10 - 15 cmくらいになり、長い葉柄がつく。大きなものでは全長60 cmほどになることもある。葉の裏面に突出する平行脈を持ち、中央の太い葉脈から、両側に平行してそれぞれ十数本の葉脈が葉先に向かって走り、表も裏も葉脈がはっきりしている。若芽は葉がラッパ状に巻かれている。
花期は夏（6 - 8月ごろ）で、葉よりも長い花茎は高さ140 cmほどまで伸ばして、白色または淡紫色のベル形の花をやや下向きにつける。花軸につく蕾は、下から上へと次々と開花していく。花は漏斗形で、先が6片に裂ける。
蕾が和橋の欄干の擬宝珠に似ているので大葉擬宝珠という。他に、湿地に自生する小形のコバギボウシが知られる。

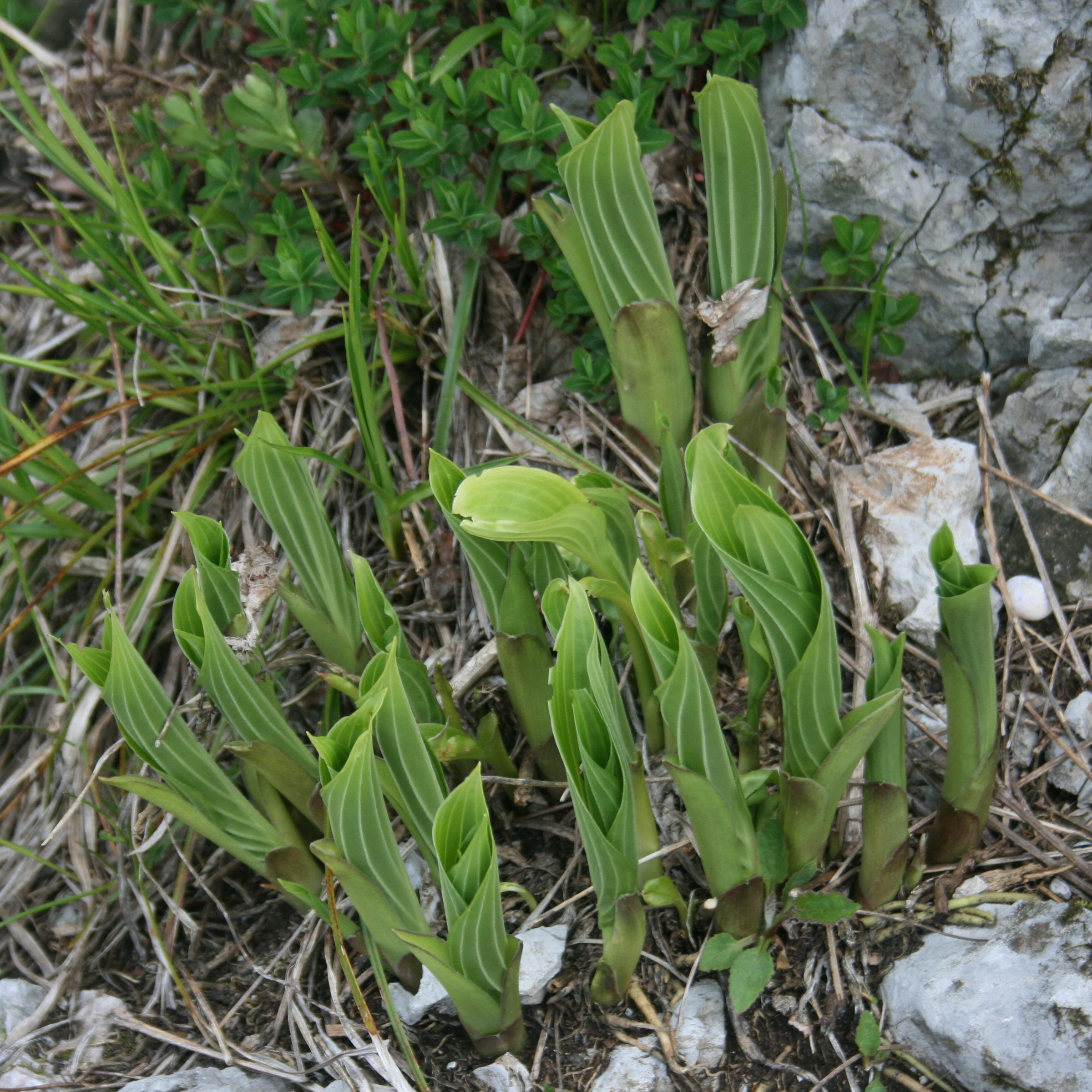
若芽
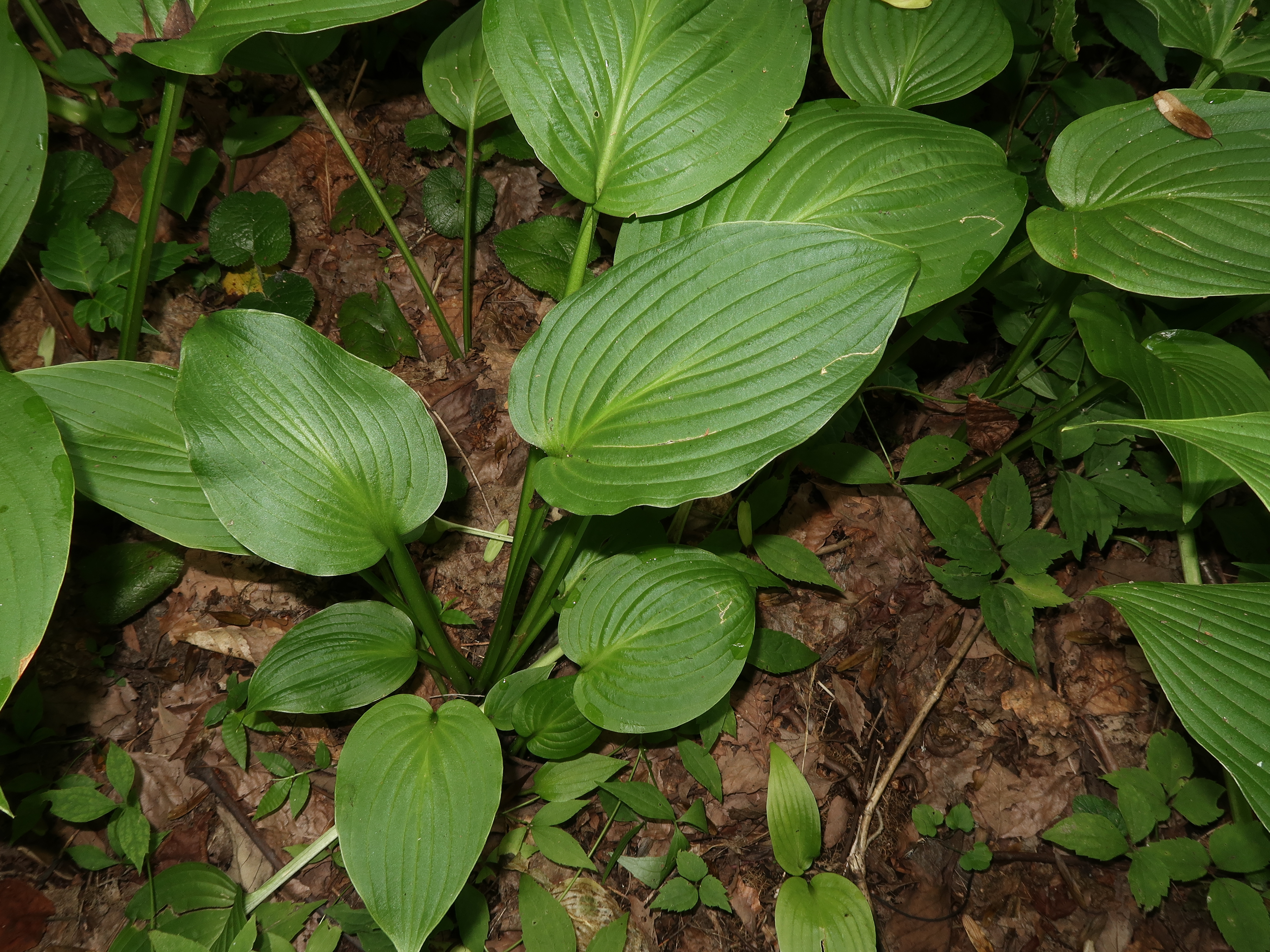
葉
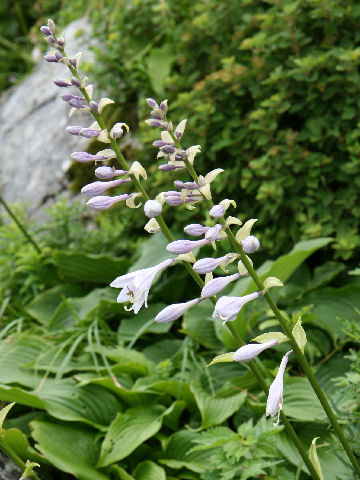
花序
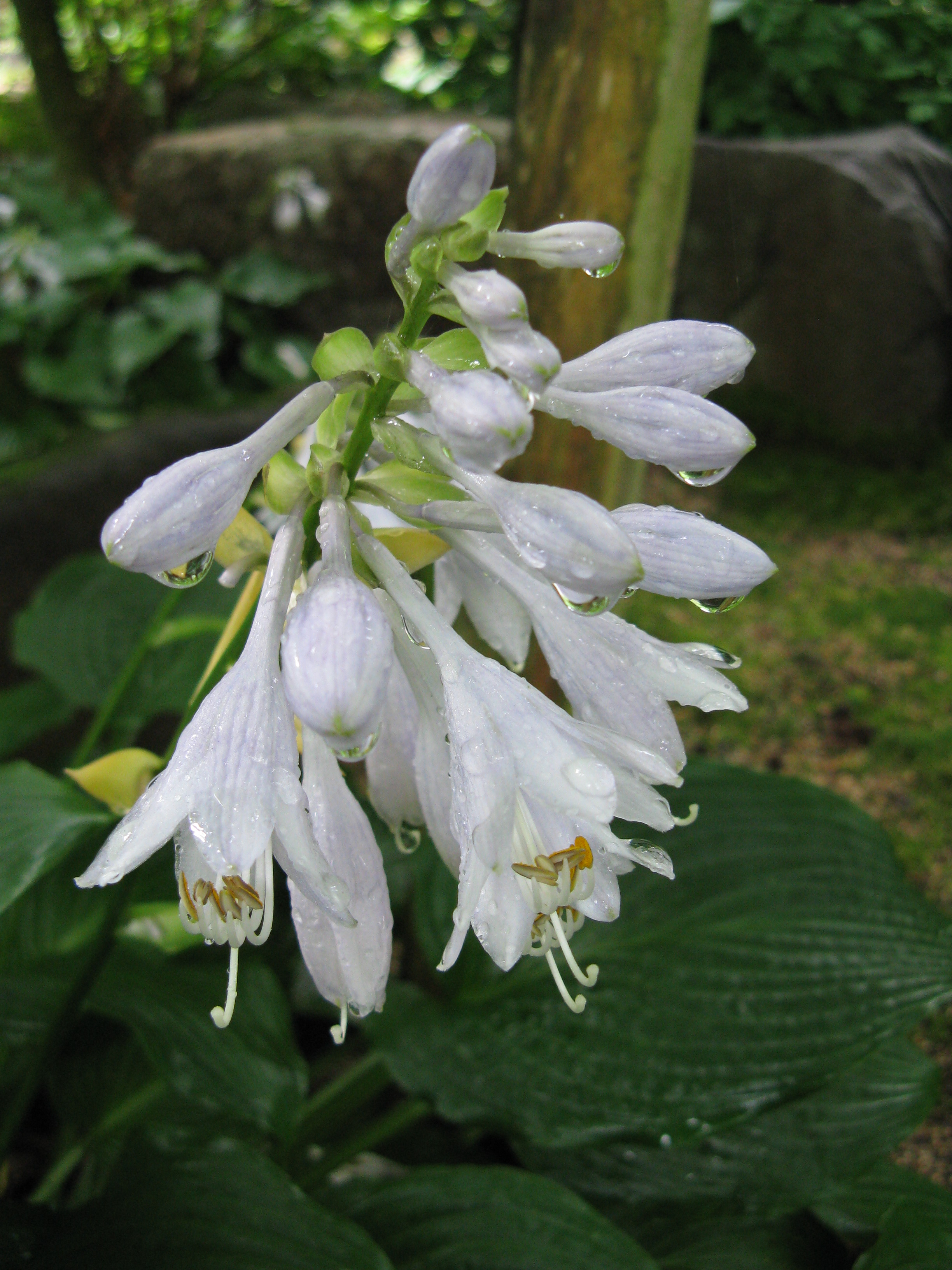
花
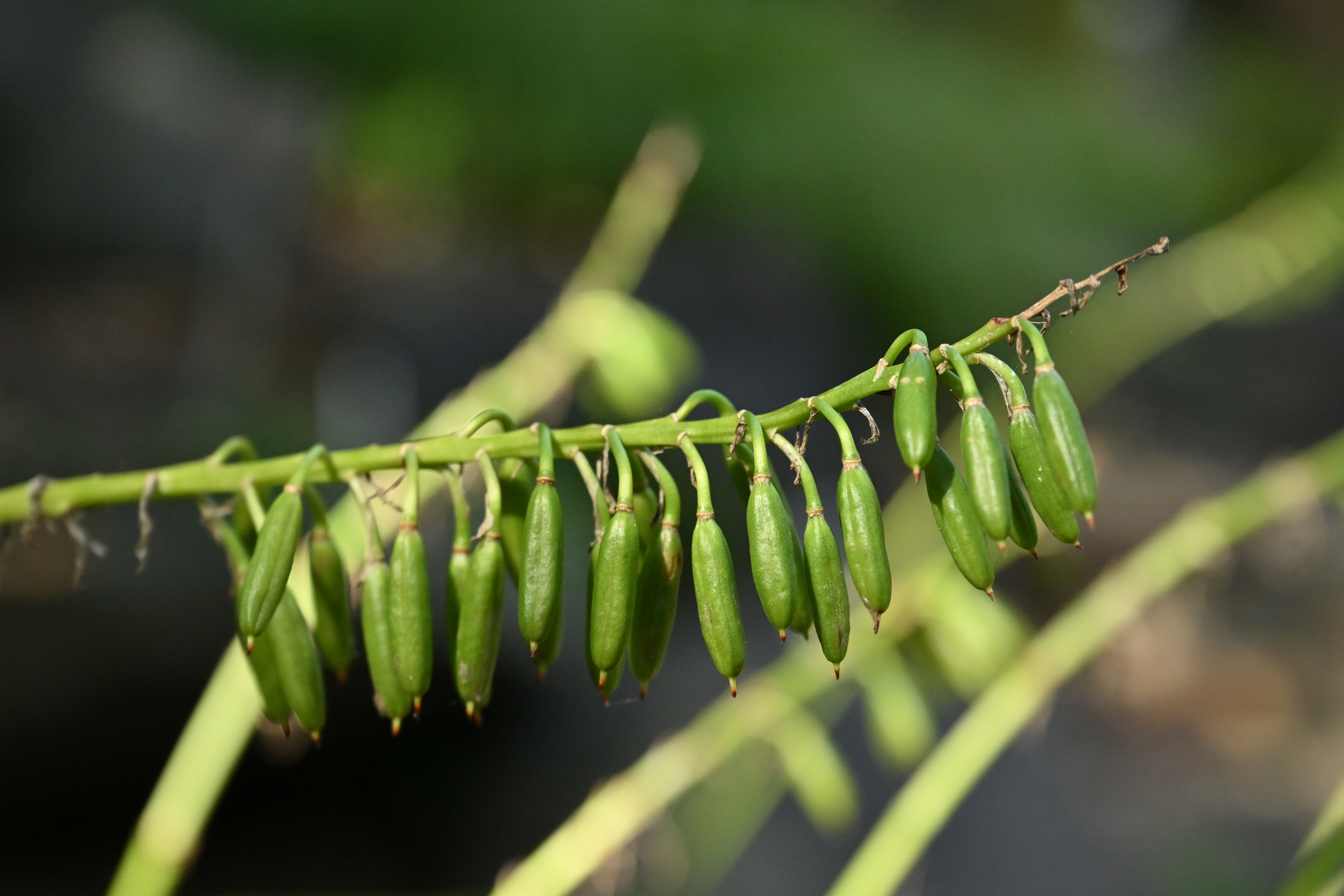
果実

## 山菜としてのウルイ
オオバギボウシの新芽は東北地方では「ウルイ」とよび、春から初夏にかけて摘んで山菜として賞味される。春先の若葉が丸まって立つように生え、葉の色がうり類の皮に似ているので、瓜菜（うりな）が転化したと言われている。数多くの山菜が豊富に採れる東北地方や北陸地方などではウルイのほかに、別名としてウリ、ウリッパ（長野県）、アマナ、ギンボ（山形県）、ヤマガンリョウなどとよばれ親しまれている。葉が巻いている状態ならば葉身も食用になり、葉が開ききっていたら葉身を取り去って葉柄を食用とする。古くから山菜として食べられてきたが、丈夫で株が増えやすいため、栽培もののウルイも多く出回っている。都会のスーパーなどでも市販されており、白いものは生で食べられるように軟白栽培したものである。
食材としての主な旬は6 - 7月とされ、山菜としては灰汁が少なくて食べやすく、扱いが簡単なのが特徴である。野生もののウルイの採取時期は、関東・中部地方などの暖地が4 - 5月ごろ、東北地方以北などの寒冷地は5 - 6月ごろが適期とされ、地際からナイフで切りとって採取される。多雪地方に生えたものは、生育が早いので柔らかいものが得られる。天然のウルイの食味は甘味、ほろ苦さがあり、独特のぬめりや舌触り、シャキシャキの歯触り感がある。
アクは弱く、若芽を軽く茹でて冷水にさらして熱をとり、おひたし、サラダ、和え物、煮浸しなどにしたり、生のまま天ぷらや浅漬けに、また刻んで汁の実や炒め物して食べられている。葉が開いたものは、葉を切り捨てて葉柄だけを茹でて天日で乾燥させたものを「山かんぴょう」と呼び、カンピョウのように水で戻して使われる。苦味が気になる場合は、茹でて水にさらした後に炒めるか、天ぷらで食べると美味しく食べられる。
夏に咲く花はあまり開いていない花と蕾を摘んで、生のままサラダ、天ぷら、酢を落とした湯でさっと茹でて冷水に取って冷まし、酢の物にする。多く採れたときなど、保存するときには塩漬けにする。
同じようなところに生える、小型のコバギボウシ（学名: Hosta sieboldii）やイワギボウシ（学名: Hosta longipes var. longipes）も、同様に利用できる。

### 栽培
ハウスや畑で栽培し、市場やスーパーで青果品として扱っているところは山形県だけだといわれている。山形県内でも栽培地は内陸の寒河江市、山形市、天童市、上山市や、最上地方に集中していて、その地域のブランド名で出荷流通している。
ウルイは山野に自生している株を栽培地に移しても生育するが、株張りの良いものを育てるまでに年数が必要になるので、栽培中の根株を入手して2 - 3芽程度に分割して植え付ける。こうして植え付けたばかりの株は、充実するまで1 - 2年はかかるので、株の養生に努めるようにする。地下部は植え付け後、3 - 4年が経過すると大株になり、太めの根が横に発生してくる。作付面積別では、5月ごろに収穫される露地栽培が主流であるが、1 - 3月に収穫されるハウス促成栽培、4 - 5月に収穫できるトンネル早熟栽培もおこなわれている。
山形県の畑で栽培されるウルイは「オハツキギボウシ」、ギンボは「トウギボウシ」（オオバギボウシの別名）といわれ、ウルイは最も伸びた状態で草丈40 cmと短く、葉の長さは20 cmの長形である。茎はやわらかい。葉の色は淡緑色が一般的であるが、肥料が多いと濃緑色になる。栽培適地は、保水力がある深い耕土で根が十分に張れるところで、終日陽が当たるところよりも午前中に光が当たり、午後は日陰になるような環境が、良質なウルイを育てる条件となる。畑に畝をつくって株間30 cmあけて根株を植え付けるのが一般的である。
春の雪解け後、タケノコ状の芽が3 - 4つ発生し、淡黄色の葉が展開してくる。5月ごろ、葉柄と葉身を合わせた長さが50 - 60 cmに伸びたところをナイフで根元から切り取って収穫する。栽培ウルイは、葉柄をやわらかく軟白するすること重要で、長ネギのように株元に土寄せする。小面積での栽培の場合は、被覆による遮光をしてもよい。初夏には花軸が伸びて開花する。秋が深まり霜が降りるころには葉が黄変して、地上部は枯死する。冬の間は、翌春に収穫する若芽が地下部で形成される。一般的に追肥は、収穫終了後の生育の回復、9月ごろの根株の充実、融雪直後の生育の促進のために施す。

## 薬用
民間療法で、腫れ物に全草を採取して日干しにし、1日量10グラムを約600 ccの水で半量になるまで煎じ、患部を洗う。もしくは、生葉をもんだ汁を患部につける。利尿目的では、乾燥させた花を1日量10グラム、600 ccの水で煎じて、食間3回に分けて服用する方法が知られる。

## 観賞用
葉は縦に並ぶ葉脈が美しく、斑が入る株などは観葉植物として植えられる。

## 間違えられやすい毒草

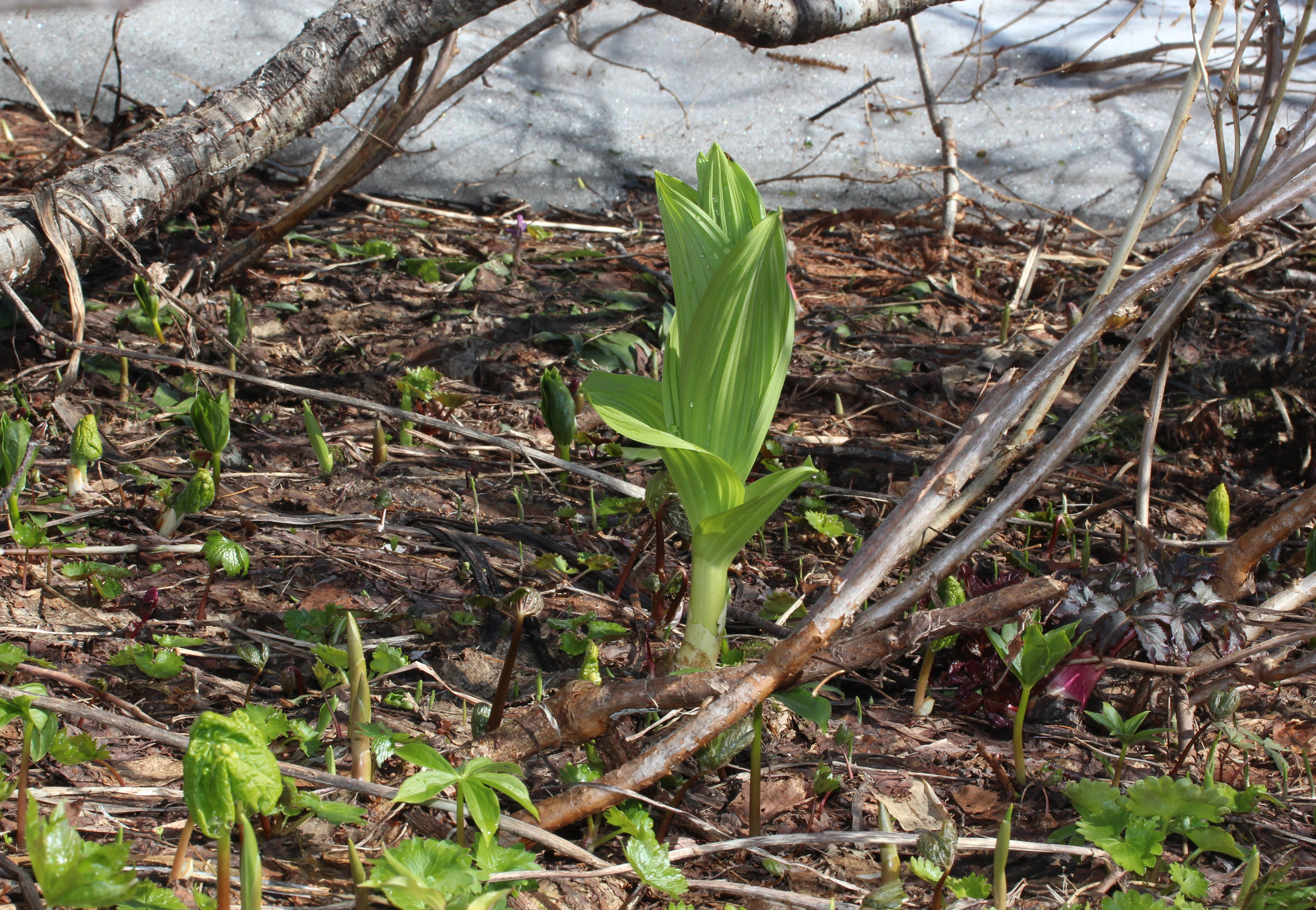
コバイケイソウの若葉

毒草のコバイケイソウ、バイケイソウとは若芽がよく似ているため山菜採りのときは注意が必要となる。これらには、ギボウシの仲間にはある長い葉柄がなく、葉脈がつけ根の部分から平行に走っていることで区別がつく。
- ヒメザゼンソウ（学名: Symplocarpus nipponicus） - 別名ヒメザンソウ。葉脈が網目状になっている。2022年5月3日[28]、2022年4月12日[29]、2014年4月13日[30]
- バイケイソウ（学名: Veratrum oxysepalum var. oxysepalum） - 柄はなく、葉は笹のように根本から葉先に向けて筋になっている[31][32][33]。葉を少し噛んでみると苦味がある[18]。
- コバイケイソウ（学名: Veratrum stamineum）[22][32] - 芽出しのころがよく似ており、葉を軽く噛んでみると苦みがある[23]。誤食すると、嘔吐や手足のしびれが起こる[23]。